# Maison natale d'Aksentije Marodić
La maison natale d'Aksentije Marodić (en serbe cyrillique : Родна кућа Аксентија Мародића ; en serbe latin : Rodna kuća Aksentija Marodića) est située à Subotica, dans la province de Voïvodine et dans le district de Bačka septentrionale, en Serbie. Elle est inscrite sur la liste des monuments culturels de grande importance de la république de Serbie (identifiant no SK 1836).

## Présentation
Selon la tradition, Aksentije Marodić (1838-1909), portraitiste et peintre d'icônes est né dans cette maison. Il est enterré au cimetière de la Dormition de Novi Sad ; sa tombe fait partie d'un ensemble de 24 sépultures de personnalités historiques, culturelles et autres inscrites sur la liste des monuments culturels protégés (n° d'identifiant SK 1588).
Depuis la naissance de l'artiste, la maison a été considérablement modifiée ; de ce fait, l'édifice revêt davantage un intérêt historique qu'un intérêt architectural.